# Autonome oblast
Een autonome oblast (Russisch: автономная область, Avtonomnaja oblast) is een apart soort oblast (provincie) in de Sovjet-Unie en in bepaalde andere staten. In de Sovjet-Unie kregen sommige gebieden een autonome status als de meerderheid van de bevolking een andere (etnische) nationaliteit had dan die van de republiek waarbinnen ze zich bevonden. De meeste autonome oblasten in de Russische SFSR werden in het post-Sovjet Rusland omgezet naar een autonome republiek.
In de Sovjet-Unie bestonden de volgende autonome oblasten:
Azerbeidzjaanse SSR
- Nagorno-Karabachse Autonome Oblast, die zichzelf in 1991 onafhankelijk verklaarde als republiek Nagorno-Karabach.

Georgische SSR
- Zuid-Ossetische Autonome Oblast (1922-1990), die zich in 1992 onafhankelijk verklaarde als republiek Zuid-Ossetië.

Oekraïense SSR
- Marchlewszczyzna (1926 tot 1935), Pools autonoom district.

Russische SFSR
- Adygese Autonome Oblast, nu Adygea;
- Chakassische Autonome Oblast, nu Chakassië;
- Gorno-Altajse Autonome Oblast (1948-1990), nu Altaj;
  - voorheen Ojrotse Autonome Oblast (1922-1948);
- Joodse Autonome Oblast, de enige oblast die in het huidige Rusland voortleeft onder dezelfde naam en status;
- Karatsjaj-Tsjerkessische Autonome Oblast (1922-1926, 1957-1991), nu Karatsjaj-Tsjerkessië;
  - Karatsjaïsche Autonome Oblast (1926-1943, 1957);
  - Tsjerkessische Autonome Oblast (1928-1957);

Wit-Russische SSR
- Dzierzynszczyzna (1932 tot 1935), Pools autonoom district.